# Verbascum claudiopolitanum
Verbascum claudiopolitanum är en flenörtsväxtart som beskrevs av Simk.. Verbascum claudiopolitanum ingår i släktet kungsljus, och familjen flenörtsväxter. Inga underarter finns listade i Catalogue of Life.